# Zomervacht (film)
Zomervacht is een Nederlands-Belgische coming of age-film uit 2023, geregisseerd door Joren Molter. De film is gebaseerd op de gelijknamige roman van Jaap Robben uit 2018. De hoofdrollen worden vertolkt door Micha Hulshof, Jarne Heylen en Joël in 't Veld.

## Verhaal
De 13-jarige Brian (Jarne Heylen) woont met zijn ruige en slechtgehumeurde vader, Maurice (Micha Hulshof), in een caravanpark. Hoewel hij een dak boven zijn hoofd heeft, heeft hij niet echt een thuis omdat zijn vader vaak afwezig is, en Brians moeder voorgoed weg lijkt te zijn. Hij heeft ook een fysiek en mentaal gehandicapte broer, Lucien (Joël in 't Veld), die in een verpleeghuis woont.
Brian is niet gelukkig als hij hoort dat zijn vader van plan is om Lucien mee naar huis te nemen tijdens de zomer om geld te besparen. Hij is wel blij dat hij de corpulente Selma (Isabella Kafando) in het ziekenhuis heeft ontmoet, die aanbiedt om zijn vriendin te zijn. Brian vindt een vaderfiguur in Emiel (Valentijn Dhaenens), zijn nieuwe buurman op het caravanpark, maar zijn vader vertrouwt deze niet. Tijdens de zomer leert Brian beter te communiceren met zijn broer Lucien, waarbij hij gevoelens van diepe broederlijke genegenheid ontwikkelt.

## Rolverdeling
| Acteur               | Personage     |
| -------------------- | ------------- |
| Micha Hulshof        | Maurice       |
| Jarne Heylen         | Brian         |
| Joël in 't Veld      | Lucien        |
| Valentijn Dhaenens   | Emiel         |
| Isabelle Kafando     | Selma         |
| Nazmiye Oral         | Emine         |
| Manou Kersting       | Jan           |
| Damiaan De Schrijver | Bruine Henrie |
| Mike Reus            | Santos        |

## Productie
De film is gebaseerd op de gelijknamige roman van Jaap Robben en het scenario werd geschreven door Britt Snell. Robben was wel betrokken bij het schrijfproces. Omdat Molter in Nederland geen geschikte kandidaat voor de rol van Brian vond, ging hij in België op zoek. Uiteindelijk vond hij de jonge acteur Jarne Heylen. De rol van Lucien was lastiger te casten, omdat er geen castingbureaus zijn die mensen met een beperking aannemen. Uiteindelijk vond hij via internet Joël in 't Veld, een jongen met een lichamelijke beperking (spasmen) maar verstandelijk niet beperkt waardoor hij als acteur goed te regisseren was. De acteerprestaties en interactie tussen de jonge acteurs Jarne Heylen en Joël in 't Veld werd door de critici geprezen.
De film wordt geproduceerd door het Nederlandse Family Affair Films en het Belgische Polar Bear.

## Release en ontvangst
Zomervacht ging op 26 september 2023 in première op het Nederlands Film Festival. De film werd genomineerd voor vier Gouden Kalf-prijzen en won er één (beste productieontwerp voor Florian Legters) en de "Prijs van de Nederlandse Filmkritiek". Zomervacht was vanaf 19 oktober 2023 te zien in de Nederlandse bioscopen. Op het Noorderkroon Film Festival werd de film uitgeroepen tot beste speelfilm van 2023.
De film kreeg zijn internationale première op het jeugdfilmfestival van Zlín 2024 in Tsjechië en werd in juni 2024 geselecteerd voor de competitie van het Transilvania International Film Festival in Roemenië. Daar won hij verscheidene prijzen: de Special mention voor de jonge acteurs Jarne Heylen en Joël in ‘t Veld, de Audience Award en de Ecumenical Jury Award. Op het Giffoni Film Festival in Italië won Zomervacht de prijs voor beste film in de Generator +18 sectie. Het scenario van Britt Snel en Joren Molter kreeg de Zilveren Krulstaart voor beste scenario. Op het Filem'On Festival in Brussel kreeg Zomervacht de Teen Screen Award.

## Prijzen en nominaties
De belangrijkste:
| Jaar | Prijs                                     | Categorie                                    | Genomineerde(n)                              | Uitslag     |
| ---- | ----------------------------------------- | -------------------------------------------- | -------------------------------------------- | ----------- |
| 2023 | Nederlands Film Festival                  | Gouden Kalf - Beste production design        | Florian Legters                              | Gewonnen    |
| 2023 | Nederlands Film Festival                  | Gouden Kalf - Beste bijrol speelfilm         | Isabelle Kafando                             | Genomineerd |
| 2023 | Nederlands Film Festival                  | Gouden Kalf - Beste bijrol speelfilm         | Valentijn Dhaenens                           | Genomineerd |
| 2023 | Nederlands Film Festival                  | Gouden Kalf - Beste costume design           | Heleen Heintjes                              | Genomineerd |
| 2023 | Nederlands Film Festival                  | Prijs van de Nederlandse Filmkritiek         | Prijs van de Nederlandse Filmkritiek         | Gewonnen    |
| 2023 | Noordelijk Film Festival                  | Beste speelfilm                              | Beste speelfilm                              | Gewonnen    |
| 2024 | Transilvania International Film Festival  | Audience Award                               | Audience Award                               | Gewonnen    |
| 2024 | Transilvania International Film Festival  | Ecumenical Jury Prize                        | Ecumenical Jury Prize                        | Gewonnen    |
| 2024 | Transilvania International Film Festival  | Special Jury Mention                         | Jarne Heylen                                 | Gewonnen    |
| 2024 | Transilvania International Film Festival  | Special Jury Mention                         | Joël In't Veld                               | Gewonnen    |
| 2024 | Transilvania International Film Festival  | Best film                                    | Best film                                    | Genomineerd |
| 2024 | Giffoni Film Festival                     | Generator +18 Best film                      | Generator +18 Best film                      | Gewonnen    |
| 2024 | Molodist Kyiv International Film Festival | International competition: Full-Length Films | International competition: Full-Length Films | Genomineerd |
| 2024 | Filem'on Festival Brussels                | Teen Screen Award                            | Teen Screen Award                            | Gewonnen    |
| 2024 | Filem'on Festival Brussels                | ECFA Feature Award                           | ECFA Feature Award                           | Genomineerd |
| 2024 | Filem'on Festival Brussels                | Surimpressions UFK-UCC Press Award           | Surimpressions UFK-UCC Press Award           | Genomineerd |
| 2024 | De Zilveren Krulstaart                    | Beste scenario                               | Joren Molter                                 | Gewonnen    |
| 2024 | De Zilveren Krulstaart                    | Beste scenario                               | Britt Snel                                   | Gewonnen    |